# 林家三平 (2代目)
二代目 林家 三平（はやしや さんぺい、1970年〈昭和45年〉12月11日 - ）は、日本の落語家、俳優。本名は海老名 泰助（えびな たいすけ）。出囃子は『祭りばやし』。『二代 林家 三平』と表記されることもある。
落語協会真打。ねぎし事務所所属。ねぎし三平堂堂長。前名の林家いっ平としても知られる。

## 家族
- 妻：国分佐智子（2011年結婚）

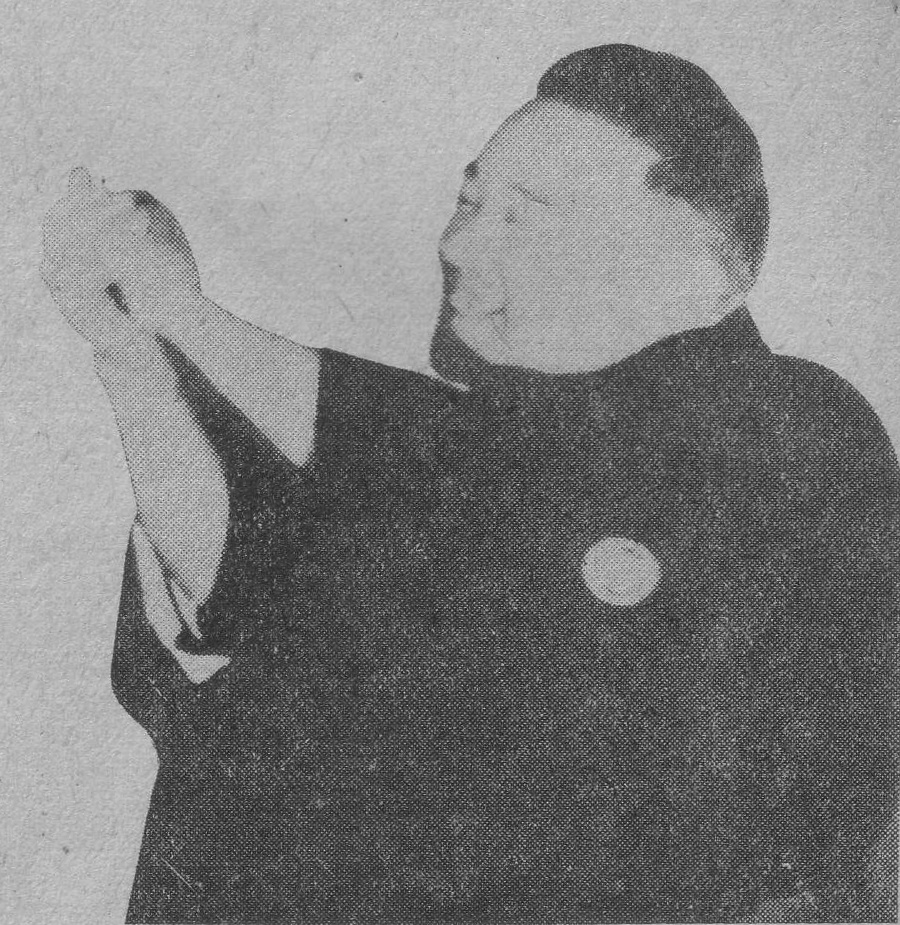
祖父の七代目林家正蔵

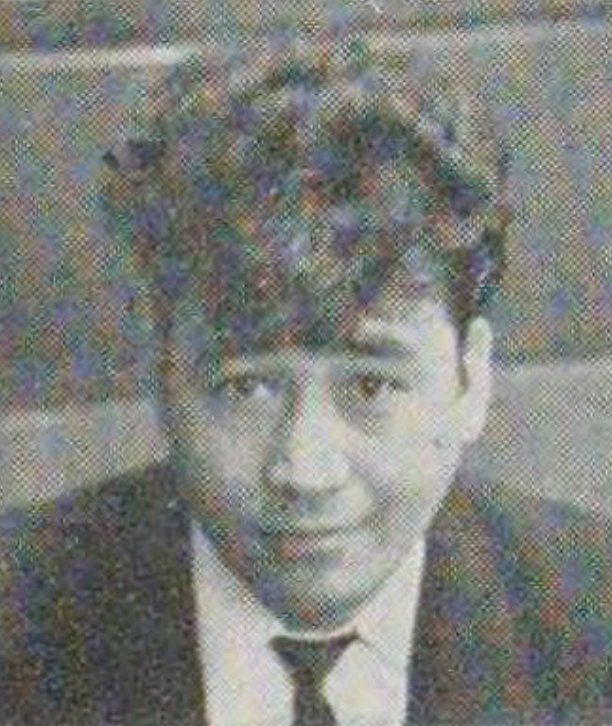
父の初代林家三平

- 祖父：七代目林家正蔵（本名：海老名 竹三郎）
- 父：初代林家三平（本名：海老名 泰一郎）
- 母：海老名香葉子
  - 姉：海老名美どり（夫は峰竜太）、泰葉
  - 兄：九代目林家正蔵（本名：海老名 泰孝）
    - 甥：林家たま平（本名：海老名 泰良）
    - 甥：林家ぽん平 （本名：海老名 泰宏）

初代林家三平と海老名香葉子の次男。祖父に7代目正蔵（竹三郎）。兄に9代目正蔵（泰孝）、長姉に美どり、次姉に泰葉、峰竜太は義兄、義姉（兄の妻）は海老名有希子。
甥に林家たま平（泰良）、林家ぽん平（泰宏）、下嶋兄がいる。姪はたま平とぽん平の姉である海老名あづき（正蔵の長女）。母方の伯父は釣竿職人の中根喜三郎。

## 来歴・人物
東京都立竹台高等学校を経て中央大学経済学部国際経済学科を中途退学。大学在学中、初代三平の惣領弟子で父の死後一門を統率していた林家こん平に林家いっ平として入門。1993年 、二つ目昇進。
芸風としては爆笑王である父とは異なり、本格派を指向している。三遊亭王楽、3代目桂春蝶、2代目林家木久蔵、月亭八光との5人の通称『坊ちゃん5』として落語会を開催する等の活動を行っている。後見人として、次姉の元夫である春風亭小朝がいる。
兄の正蔵、甥のたま平と同じくテレビ出演が多く、レポーター業を中心に活躍。2003年の8月27日から29日までフジテレビ『めざましテレビ』の軽部真一（フジテレビアナウンサー）の夏休み代理として、芸能キャスターとして抜擢された。
1999年 、シンガポールで東京の落語家では初となる英語落語を披露。
2002年 9月、真打昇進。第19回浅草芸能大賞新人賞受賞。
2005年の大銀座落語祭より中国語落語に挑戦し、2005年秋には中国・青島での高座に上がった。演題は2005年は「時蕎麦」、2006年は「動物園」、2007年は「お菊の皿」。
2009年 、父の名跡林家三平を二代目として襲名。
2011年にTBSの時代劇『水戸黄門』での共演がきっかけで交際していた女優の国分佐智子と結婚し、同年3月22日に婚姻届を提出。
2016年5月29日、日本テレビの長寿演芸番組『笑点』の大喜利コーナーに新メンバーとして初登場（2515回）。2021年12月26日分まで大喜利メンバーを務めた。2006年の春風亭昇太加入以来、10年ぶりの新メンバーとなった。これにより今まで共演が少なかった兄弟子の林家たい平と共演する事になった。また、大喜利メンバー加入後は『笑点特大号』の若手大喜利で司会を務めることもあった。また、甥のたま平（泰良）も若手大喜利に不定期出演しており、たびたびたま平とも共演していた。
2019年、初の弟子が入門し、前座名を「林家たたみ」と命名する（2021年5月より楽屋入り）。
2021年12月26日をもって、「芸の幅を広げるため番組を離れる決意をした。」として、5年7ヶ月の間レギュラーを務めた「笑点」を降板。降板理由については、後日出演した「徹子の部屋」で「未熟な自分はもっと人生経験を積んで勉強する必要があると感じたから。」と語った。
2023年、二番弟子が入門し、前座名を「林家うどん」と命名する（2024年6月より楽屋入り）。

## 襲名
2009年3月21日、鈴本演芸場で2代目を襲名。以後、全国各地で襲名披露興行を催行。
これに先だって同年3月8日に両国国技館で三平襲名記念公演「日本全国感謝の会」を開催。
- 司会は徳光和夫、小島奈津子。
- 出演者はビートたけし、松坂慶子、舘ひろし、師匠のこん平をはじめ、林家木久扇、三遊亭楽太郎、三遊亭小遊三、立川志の輔、春風亭小朝、春風亭昇太、笑福亭鶴瓶、柳家花緑などが出席した。
- 来賓者あいさつでたけしに「小朝の魔の手から逃れ、金とコネだけで見事、三平を勝ち取った」と言われた。これを舞台袖で聞いていた母の香葉子は、たけしの毒舌のあいさつにただ笑っていたという。
- 会場に両国国技館が選ばれたのは、第65代横綱であった貴乃花部屋師匠 貴乃花光司の勧め。両国国技館でこのようなイベントが開催されるのは初めてであり、日本相撲協会も協力していた。また、石原裕次郎が初代三平と親交が深かった事から石原プロモーションも製作協力をしている。

## エピソード
- 子供時代（素人時代）、毎年5月に、神奈川県横浜市で開催の「横浜みなと祭国際仮装行列」をテレビ中継放送するテレビ神奈川（tvk）の番組に、ゲストとして母親と姉2人や兄が出演した時期の数年、一緒に出演していた事もある（後年、母親と子供時代（素人時代）にゲスト出演した時期も数年あった）。
- 伊集院光とはマネージャーが同じだったことがあり、親しくしている。
- こん平一門に正式に入門するまでは豆三平などの名前で高座に上がった。兄の正蔵は小三平という名前で、甥のたま平（兄・正蔵の長男）もこぶたという名前でそれぞれ入門前から高座に上がっている。
- 大学在学中の1992年に、初代の声をサンプリングし、ハウスミュージックに乗せたCD「Jungle House 3 Gas」をプロデュースした。（ジャングル・ハウス・スリー・ガス。初代が高座でくすぐりとしていたネタで、「林・家・三・屁」の直訳）。
- 女優の坂井真紀は中学生時代の同級生にあたる。一時期、坂井に恋心を抱いたときもあったという[6]。
- 5代目三遊亭圓楽は一門以外にはほとんど稽古を付けなかったが、三平（当時・いっ平）に対しては一度だけネタの「お血脈」の稽古をつけた。数時間を越える稽古であらすじだけでなく、5代目圓楽による芸談や、お血脈のあらすじの元となっている仏教の血脈話を教わることになった（5代目圓楽は寺の息子で、仏教に詳しいため）。くすぐりなどは小朝に稽古を付けてもらった。5代目圓楽に付けてもらった稽古をテープに録音しており、三平自身の宝物になっている。
- 趣味はサーフィンなどを挙げている。
- 特殊な持ちネタとして、「出征祝」[注釈 1]を持つ。祖父七代目正蔵が太平洋戦争中に「禁演落語」に代わる「国策落語」の一つとして創作したネタであり、2016年3月1日に三平によって約70年ぶりに口演された[7][8]。松村克弥が監督を務めた2015年の映画「サクラ花 桜花最期の特攻」に三平が出演した縁で、2017年には父が軍隊生活を送っていた銚子で映画との併演の形で[9]、2019年には長崎原爆資料館にて松村とのトークショーと合わせる形で[10]、それぞれ口演している。
- 昭和45年生まれの4人・林家きく姫、三代目古今亭圓菊、三遊亭金八と共に「笑いの45口径」という落語会をやっていた。

### 笑点メンバーとして
- 『笑点』での新メンバー加入は、2006年に加入した昇太以来10年ぶりとなった[11]。
- 新司会・新メンバー発表の2ヶ月前の3月に日本テレビに呼ばれ、自身が新メンバーに内定したことを伝えられる。今回は新メンバーの発表が5月29日の放送まで伏せられていた事情[注釈 2]から、これらの事は家族にも口出ししてはいけない程の機密事項だったため（これを破った場合は、内定取り消しだったとのこと）、初出演となる生放送当日はNHKの番組のロケと偽って家を出ており、登場時の挨拶で（今回のメンバー就任は）家族はおろか妻の佐智子にも黙っていた事を話している。発表後は家族から今まで黙っていた事を怒られるのではと恐れていたが、実際は当日帰宅後にメンバー入りを家族から大いに祝福された[11]。
- 「答えを噛む」「答えがウケずに客席が沈黙状態になる（スベる）」という事が多く、両隣の木久扇や円楽から「三平はつまらない」と非難される事が多かった。たびたび、隣の木久扇にネタを振ることがあった。
- 昇太が結婚する以前は、良妻(愛妻、子共含む家族を愛する)ネタを多用して（それ故に当時未婚だった昇太に嫉妬されることもあった）座布団を没収される事が多かったが、昇太が結婚してからは多用はしなくなり愛妻回答も理解されていた。
- 2020年8月23日の24時間テレビにて生放送で行われたチャリティー大喜利では、扁桃腺の腫れにより休演[注釈 3]。また、同番組で行われたKing & Princeのダンス企画にも昇太・たい平・山田隆夫とともに参加する予定で練習も行っていたが、こちらも参加を辞退することとなった。
- 母・香葉子の圧力など自身の家族である海老名家のネタを言う事があった。
- 2021年12月19日放送分のエンディングにて、「自分のスキルを磨き直す」ことを理由に、同年内で『笑点』を降板することを発表[12]。そして、翌週12月26日放送分が最後の出演となり、同日をもって降板した。
  - TVのデータ放送実装後、面白いと思ったメンバーに座布団をあげ、面白くないと思ったら取り上げる視聴者投票で毎回のように座布団0枚を記録したこと、メンバー在任中一度も座布団10枚に達したことがなかったことから、一部メディアからは「事実上の解任」という見解が為された[13][14]。
  - 兄弟子の林家たい平からは「（コロナ禍におけるリモート収録による）無観客でも（三平の回答は）つまらない」「（アドバイスを送ったところで）言われてできるってもんでもない」、東西大喜利で共演していた笑福亭鶴光からも「人と協調することに慣れてない」などと評価は低く[15]、6代目円楽からは「アドバイスを送っても三平は人の話を聞かないから信用できなくなった」などと酷評されてしまうなど、笑点メンバーとの息が合わなかった事が2021年末の笑点レギュラー降板の原因の一つとなっている[16]。
  - 三平は降板後に出演したラジオ番組で降板の理由を「息子のため」と語った[17]。
- 笑点出演中、座布団10枚に近づいたことは何度かあったが、時間切れなどで一度も達成できなかった。最後の出演となった2021年12月26日放送分でも最終的には座布団9枚だったが[注釈 4]、司会の春風亭昇太は三平以外のメンバーの座布団を全部取り上げて、「今回一番多かったのは三平」という形で（頑なに10枚にしようとせず）番組を締め括った[18]。なお、座布団10枚が一度もなかったことは本人も大喜利でネタにしていた。

## 弟子

### 前座
- 林家たたみ[19]
- 林家うどん[20]

### 色物
- こばやしけん太 - 音まね芸[注釈 5]

## 主な持ちネタ
- ざるや
- みそ豆
- 荒茶
- 紀州
- 浜野矩随
- 宗論
- 四段目
- 柳田格之進
- 芝居の喧嘩
- 源平盛衰記

など
その他、英語・中国語での落語、国策落語（前出の「出征祝」）のほか、初代三平の小噺やギャグを受け継いでいる。

## 主な出演

### テレビ番組
- 『アルフィーのある日ィ突然!』（1984年8月3日、TBS）：中学時代の坂崎幸之助役として本名でコントドラマに出演し、小咄を披露。
- 『GAME JOCKEY2』（BSジャパン）：テレビ東京「ファミっ子大集合」から続くゲーム紹介番組。小出由華と共演。ゲーム王国から継続出演
- 『BSどーもくんワールド 』  (2002年 - 2005年、NHK BS2)
- 『BiKiNi』（1996年10月 - 1999年3月、テレビ東京）
- 『しぜんとあそぼ』 （NHK教育）:ナレーション
- ネプリーグ (フジテレビ)
- 『NHKアーカイブス』（2008年4月、NHK総合）：NHKアナウンサーの桜井洋子と共に司会を担当。
- 日本史サスペンス劇場 再現ドラマ 徳川家定役（2008年10月15日、日本テレビ）
- 『海老名さん家の茶ぶ台』（2011年10月26日 - 2012年3月、TBS系）:妻・佐智子、母・香葉子と共にレギュラー出演。
- 『笑点』（2016年5月29日 - 2021年12月26日 、日本テレビ）
- 『真麻のドドンパッ!』（2016年10月 - 2017年9月、BS日テレ）- 「林家三平の下町グルメ」のコーナー担当（木曜レギュラー）
- 趣味どきっ!『明日使える!お弁当大百科』（NHK Eテレ、2017年2月・3月期） - 司会
- 『林家三平のおきらく旅』（BSJapanext、2022年3月29日 - 2022年9月27日） - 冠番組だった。[24]
- 『呼び出し先生タナカ』(フジテレビ) 不定期出演
- 『堀潤モーニングFLAG』(2023年- 不定期、TOKYO MX)

### テレビドラマ
- ドラマ新銀河（NHK総合）
  - 湯の町行進曲（1994年）- 福本新太 役
- 小京都ミステリーシリーズ（2000年1月11日放送の第27作に桜木浩哉という役名でゲスト出演）
- 『課長島耕作2〜香港の誘惑〜』（2008年10月1日、日本テレビ）
- 『水戸黄門』（2009年7月 - 2011年12月、TBS）ちゃっかり八兵衛（第40部 - 第43部)
- 『鬼平外伝 夜兎の角右衛門』（2011年1月3日、スカパー!・時代劇専門チャンネル）- 清太郎
- 『大江戸捜査網2015〜隠密同心、悪を斬る!』（2015年1月2日、テレビ東京）- 善太
- 『匿名探偵』最終話（2014年9月5日、テレビ朝日）- 城ヶ崎晃
- 4K大型時代劇スペシャル 紀州藩主 徳川吉宗（2019年2月8日、BS朝日） - 豆知識の案内人[25]
- 警視庁ひきこもり係（2021年8月5日、テレビ朝日） - 天野譲治 役
- 嫌われ監察官 音無一六 season1 第7話（2022年6月17日、テレビ東京）- 小林武信 役
- 警視庁追跡捜査係-交錯-（2023年8月7日、テレビ東京） - 有賀浩介 役
- Qrosの女 スクープという名の狂気 第4話（2024年10月28日、テレビ東京） - 梶尾マネージャー 役[26]
- プライベートバンカー 第8話（2025年2月27日、テレビ朝日） - 天宮寺丈洋の担当医 役
- 大河ドラマ べらぼう〜蔦重栄華乃夢噺〜（2025年3月23日 - 、NHK） - 豪商 役

### テレビCM
- 二木の菓子 - 父初代三平、師匠こん平のあとを継ぐ。兄の9代目林家正蔵も二木ゴルフ及び二木の菓子のCMに出演、ラジオCMにも出演。甥の林家たま平も二木の菓子のイベントに出演をしている。
- 通信販売CM　青玉V「クロレラサプライ」
- 株式会社土倉（「お茶の土倉」北海道ローカルのみ） - 子供の頃に家族で出演
- NTT-BJ：タウンページ - 石原良純が自宅にやって来て共演、母･海老名香葉子も出演

### ラジオ番組
- Listen SOUL!（2010年4月10日 - 2011年4月2日、TBSラジオ）
- 三平です。どうぞ、いらっしゃい!（2015年3月 - 2016年3月、全国AMラジオ数局）
- 今日は一日“ちょんまげSONG”三昧（2011年8月21日、NHK-FM） - MC[27]

### ラジオドラマ
- 青春アドベンチャー 『しゃべれども しゃべれども』（1999年4月12日 - 30日、NHK-FM） - 主演・今昔亭三つ葉（外山達也） 役[28]

### 劇場アニメ
- がんばれ!ジャイアン!!（2001年） - （初代）林家三平 役
- あした元気にな〜れ! 〜半分のさつまいも〜（2005年） - 大兄ちゃん(忠吉) ※この映画は母・香葉子の空襲体験を基にした絵本が原作となっている。

### 映画
- サクラ花 -桜花最期の特攻-（2015年）[10]
- 名医死す〜感染症と闘った藤野昌言物語〜（2021年） - 案内人

### Vシネマ
- 血塗れの報復（2013年） - ヒットマン(山神組但馬会)
- 暴力水滸伝（2014年）全2作 - 三ノ輪泰(高校歴史の家庭教師)
- YOKOHAMA BLACK3,4（2017年） - 朴(闇医者)

### DVD
英語落語のDVDと、公共機関広報のDVDとが出ている。

## 演じた俳優
- 吉田紀人『ことしの牡丹はよいぼたん』（1983年、フジテレビ）